# 谢尔盖·别洛格拉佐夫
谢尔盖·阿列克谢耶维奇·别洛格拉佐夫（俄语：Серге́й Алексеевич Белоглазов，1956年9月16日—），俄罗斯男子摔跤运动员。他曾代表苏联参加1980年和1988年夏季奥林匹克运动会摔跤比赛，获得二枚金牌。